# Liste des council areas écossais par population en 2004
| Rang | Council area          | Population |
| ---- | --------------------- | ---------- |
| 1    | City of Glasgow       | 577 670    |
| 2    | City of Edinburgh     | 453 670    |
| 3    | Fife                  | 354 600    |
| 4    | North Lanarkshire     | 322 790    |
| 5    | South Lanarkshire     | 305 410    |
| 6    | Aberdeenshire         | 232 850    |
| 7    | Highland              | 211 340    |
| 8    | City of Aberdeen      | 203 450    |
| 9    | Renfrewshire          | 170 610    |
| 10   | West Lothian          | 162 840    |
| 11   | Dumfries and Galloway | 147 930    |
| 12   | Falkirk               | 147 460    |
| 13   | City of Dundee        | 141 870    |
| 14   | Perth and Kinross     | 137 520    |
| 15   | North Ayrshire        | 136 020    |
| 16   | East Ayrshire         | 119 720    |
| 17   | South Ayrshire        | 111 850    |
| 18   | Scottish Borders      | 109 270    |
| 19   | Angus                 | 108 560    |
| 20   | East Dunbartonshire   | 106 550    |
| 21   | West Dunbartonshire   | 91 970     |
| 22   | East Lothian          | 91 580     |
| 23   | Argyll and Bute       | 91 190     |
| 24   | East Renfrewshire     | 89 610     |
| 25   | Moray                 | 87 720     |
| 26   | Stirling              | 86 370     |
| 27   | Inverclyde            | 82 430     |
| 28   | Midlothian            | 79 610     |
| 29   | Clackmannanshire      | 48 240     |
| 30   | Hébrides extérieures  | 26 260     |
| 31   | Shetland              | 21 940     |
| 32   | Orcades               | 19 500     |